# Phaeogala rufa
Phaeogala rufa is een keversoort uit de familie Mycteridae. De wetenschappelijke naam van de soort is voor het eerst geldig gepubliceerd in 1965 door Abdullah.